# Amata albicornis
Amata albicornis là một loài bướm đêm thuộc phân họ Arctiinae, họ Erebidae.